# قلعة موتي وبيلي
قلعة موتي وبيلي عبارة عن حصن من الخشب أو الحجر يقع على مساحة مرتفعة من الأرض تسمى موتي، مصحوبة بفناء مسور، أو بيلي، محاطًا بخندق وحاجز واق. من السهل نسبيًا بناء هذه القلاع مع العمالة غير الماهرة، ولكنها لا تزال هائلة عسكريًا، وقد تم بناء هذه القلاع عبر شمال أوروبا من القرن العاشر وما بعده، وانتشرت من نورماندي وأنجو في فرنسا، إلى الإمبراطورية الرومانية المقدسة في القرن الحادي عشر. قدم النورمانديون التصميم إلى إنجلترا وويلز بعد غزوهم عام 1066. تم تبني قلاع موت وبيلي في اسكتلندا وأيرلندا والبلدان المنخفضة والدنمارك في القرنين الثاني عشر والثالث عشر. قصر وندسور، في إنجلترا، هو مثال على قلعة موتي وبيلي. بحلول نهاية القرن الثالث عشر، تم استبدال التصميم إلى حد كبير بأشكال بديلة من التحصين، لكن أعمال الحفر ظلت سمة بارزة في العديد من البلدان.

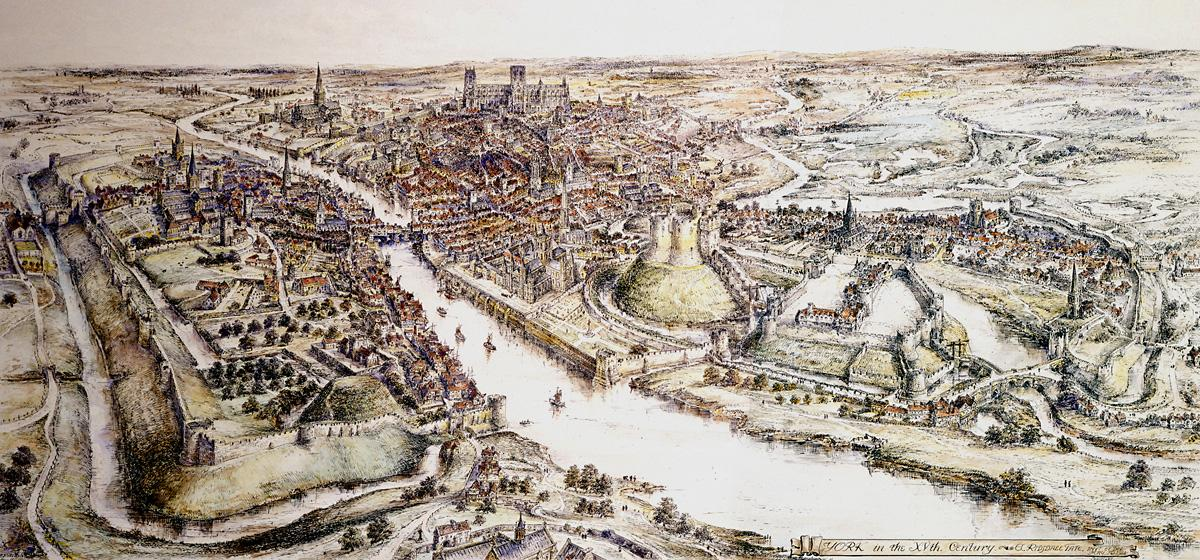
برج إعادة بناء لمدينة يورك الإنجليزية في القرن الخامس عشر، تظهر تحصينات موت وبيلي في أولد بايلي (المقدمة اليسرى) وقلعة يورك تعلوها برج كليفورد (يمين الوسط)

## أسلوب البناء

### الهياكل
كانت قلعة موتي وبيلي مكونة من مبنيين: موتي (نوع من التل - غالبًا ما يكون مصطنعًا - يعلوه هيكل خشبي أو حجري يُعرف باسم برج)، وبيلي واحد على الأقل (حظيرة محصنة مبنية بجوار موتي). كلمة «موتي» هي النسخة الفرنسية من اللاتينية موتا، وفي فرنسا كانت كلمة موتي في البداية كلمة مبكرة لعشب، ثم تم استخدامه للإشارة إلى بنك العشب، وبحلول القرن الثاني عشر، تم استخدامه للإشارة إلى تصميم القلعة نفسه. تأتي كلمة «بيلي» من كلمة «بايلي» النورماندية الفرنسية، أو «باسي كور»، في إشارة إلى ساحة منخفضة. في مصادر العصور الوسطى، تم استخدام المصطلح اللاتيني كاستيلوم لوصف مجمع بيلي داخل هذه القلاع.

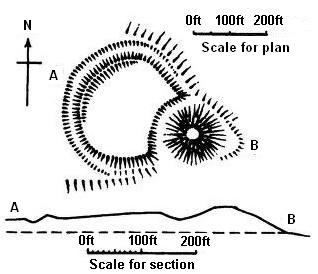
مخطط لقلعة توبكليف في شمال يوركشاير، تصميم نموذجي لموتي وبيلي.

يأتي أحد الحسابات المعاصرة لهذه الهياكل من جان دي كولميو حوالي عام 1130، واصفًا منطقة كاليه في شمال فرنسا. وصف دي كولميو كيف سيبني النبلاء «كومة من الأرض بأعلى ارتفاع ممكن ويحفرون حولها حفرة واسعة وعميقة قدر الإمكان. المساحة الموجودة أعلى الكومة محاطة بسياج من جذوع الأشجار المحفورة القوية جدًا، والتي يتم تعزيزها على فترات من خلال أكبر عدد ممكن من الأبراج التي يمكن أن توفرها وسائلها. داخل العلبة عبارة عن قلعة، أو الاحتفاظ، والتي تحكم الدائرة الكاملة للدفاعات. يتم مدخل القلعة بواسطة جسر يصل إلى قمة التل، يرتفع من الجانب الخارجي للخندق ويدعم على أعمدة عند صعوده». في قلعة دورهام، وصف المعاصرون كيف نشأت البنية الفوقية لموتي وبايلي من «ركام الأرض الصاعدة» مع استمرار الارتفاع «في الهواء الرقيق، قويًا من الداخل والخارج» مع «منزل قوي... يتألق بجمال في كل مكان جزء».

### موتي

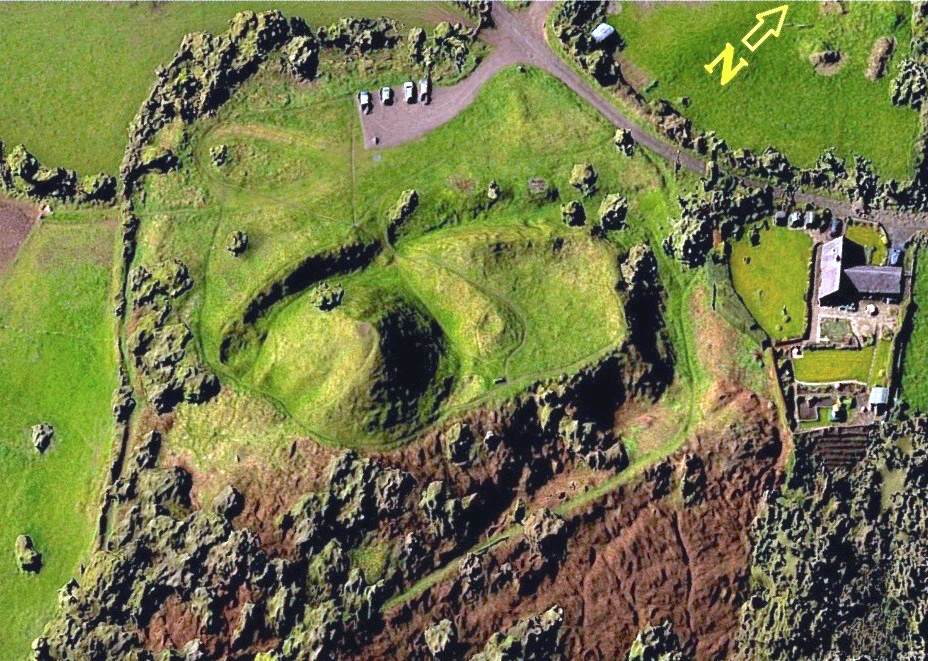
تم بناء قلعة بولفرباتش في شروبشاير في إنجلترا في القرن الحادي عشر أو الثاني عشر وتم التخلي عنها بحلول عام 1202. يُظهر نموذج الارتفاع الرقمي هذا الكتلة على يسار المركز مباشرةً، مع وجود البيلي إلى اليمين (شمال شرق) منه.

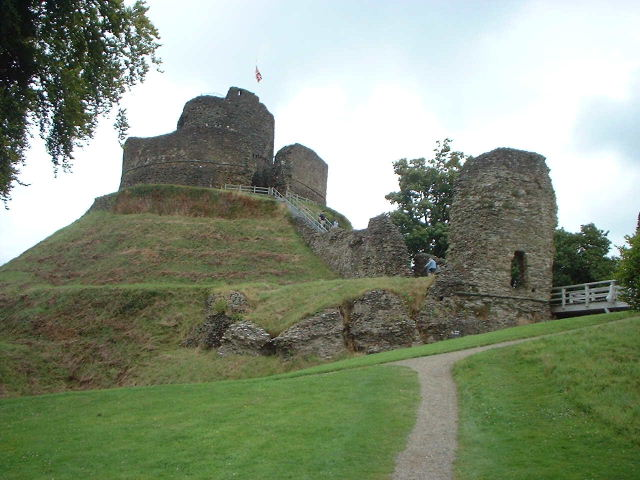
دفاعات موتي وبيلي من قلعة لونسيستون في إنجلترا.

تم صنع موتي من الأرض وتم تسويتها من فوق، وقد يكون من الصعب جدًا تحديد ما إذا كانت الكومة اصطناعية أو طبيعية بدون حفر. تم بناء بعضها أيضًا على هياكل صناعية قديمة، مثل عربات اليد من العصر البرونزي. تباين حجم التلال بشكل كبير، حيث يتراوح ارتفاع هذه التلال من 3 أمتار إلى 30 مترًا (10 أقدام إلى 100 قدم)، وقطرها من 30 إلى 90 مترًا (100 إلى 300 قدم). هذا الحد الأدنى للارتفاع الذي يبلغ 3 أمتار (10 أقدام) للفتحات يهدف عادةً إلى استبعاد التلال الأصغر التي غالبًا ما كان لها أغراض غير عسكرية. في إنجلترا وويلز، كان 7% فقط من القفص أطول من 10 أمتار (33 قدمًا)، كان 24% بين 10 و5 أمتار (33 و16 قدمًا)، و 69 % كان طولهم أقل من 5 أمتار (16 قدمًا). كان الموتى محميًا بخندق حوله، والذي كان من الممكن أن يكون أيضًا مصدرًا للأرض والتربة لبناء الكومة نفسها.
عادة ما يتم بناء حاجز وجدار واقي على قمة موتي. قد تكون بعض الجدران كبيرة بما يكفي للتجول حولها، ويمكن تقوية الجدران الخارجية للموت والجدار عن طريق سد الفجوة بين الجدران الخشبية بالأتربة والحجارة، مما يسمح لها بتحمل المزيد من الوزن، كان هذا يسمى غريلوم. يمكن أن تدعم الأبراج الصغيرة الأبراج البسيطة التي تتسع لعدد قليل من الجنود، بينما يمكن تجهيز الأبراج الأكبر بمبنى أكبر بكثير. تم تصميم العديد من الخزائن الخشبية مع بريتش، أو النقانق، وهي شرفات صغيرة متوقعة من الطوابق العليا للمبنى، مما يسمح للمدافعين بتغطية قاعدة جدار التحصين. وصف المؤرخ لامبرت أوف آردريس من أوائل القرن الثاني عشر الغطاء الخشبي الموجود أعلى الجبل في قلعة أردريس، حيث «كان الطابق الأول على سطح الأرض، حيث كانت توجد أقبية ومخازن للحبوب، وصناديق كبيرة، وألحان، وبراميل، والأواني المنزلية الأخرى. في الطابق أعلاه كانت غرف المعيشة المشتركة للسكان والتي كانت فيها الخزائن وغرف الخبازين والخادمين والغرفة الكبيرة التي ينام فيها السيد وزوجته... في الطابق العلوي من الطابق كان المنزل عبارة عن غرف حربية... في هذا الطابق أيضًا أخذ الحراس والخدم المعينون للحفاظ على المنزل نومهم». يمكن حماية الهياكل الخشبية الموجودة على موتي بواسطة الجلود لمنع إشعال النار فيها بسهولة أثناء الحصار.

### بيلي
كان البيلي عبارة عن فناء مغلق يطل عليه الموتى ويحيط به سور خشبي يسمى الحاجز وخندق آخر. غالبًا ما كانت البيلي على شكل كلية لتلائم موتي الدائري، ولكن يمكن
صنعها بأشكال أخرى وفقًا للتضاريس. ستحتوي البيلي على عدد كبير من المباني، بما في ذلك قاعة، ومطابخ، ومصلى، وثكنات، ومخازن، واسطبلات، ومشغولات أو ورش عمل، وكانت مركز النشاط الاقتصادي للقلعة. تم توصيل البيلي بالموتي بواسطة جسر، أو كما يُرى غالبًا في إنجلترا، بخطوات مقطوعة في الميتي. عادةً ما ينضم خندق موتي وبيلي، مكونًا شكل ثمانية حول القلعة. وحيثما أمكن، سيتم سد أو تحويل مجاري المياه والأنهار القريبة، مما يؤدي إلى إنشاء خنادق مملوءة بالمياه وبحيرات صناعية وأشكال أخرى من الدفاعات المائية.
في الممارسة العملية، كان هناك عدد كبير من الاختلافات لهذا التصميم المشترك. يمكن أن تحتوي القلعة على أكثر من بيلي واحد: في قلعة واركوورث، تم بناء بيلي داخلي وخارجي، أو بدلاً من ذلك، يمكن أن تحيط عدة أقواس بالموت، كما في قلعة وندسور. بدلاً من الخنادق الفردية، تم أحيانًا بناء دفاعات مزدوجة الخندق، كما رأينا في بيرخامستيد. أنتجت الجغرافيا المحلية ونية المنشئ العديد من التصميمات الفريدة.

### البناء والصيانة

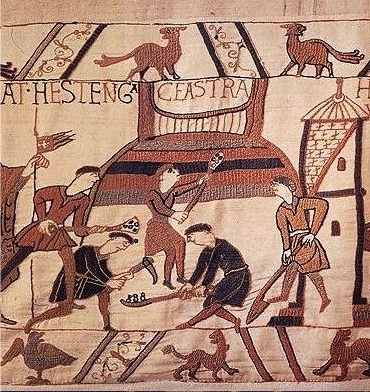
بناء قلعة هاستينغز في شرق ساسكس، من نسيج بايو.

تم استخدام طرق مختلفة لبناء موتي. عندما يمكن استخدام تل طبيعي، يمكن أن تنتج النحت دون الحاجة إلى إنشاء تل اصطناعي، ولكن بشكل أكثر شيوعًا، يجب بناء جزء كبير من موتي يدويًا. توجد أربع طرق لبناء كومة وبرج: يمكن إما بناء الكومة أولاً، ووضع برج فوقها، يمكن بدلاً من ذلك بناء البرج على سطح الأرض الأصلي ثم دفنه داخل التلة، من المحتمل أن يتم بناء البرج على سطح الأرض الأصلي ثم دفنه جزئيًا داخل التلة، ويشكل الجزء المدفون قبوًا تحته، أو يمكن بناء البرج أولاً، ثم يتم إضافة الكومة لاحقًا.
بغض النظر عن التسلسل، كان لابد من بناء القواطع الاصطناعية عن طريق تكديس الأرض، تم تنفيذ هذا العمل يدويًا، باستخدام مجارف خشبية وعربات يدوية، ربما باستخدام المعاول أيضًا في الفترات اللاحقة. استغرق بناء موتي الأكبر بشكل غير متناسب جهدًا أكبر من نظيراتها الأصغر، بسبب أحجام الأرض المعنية. تشير التقديرات إلى أن أكبر المدن في إنجلترا، مثل ثيتفورد، تتطلب ما يصل إلى 24000 يوم عمل، تتطلب الأصغر حجمًا ربما أقل من 1000. تتحدث الروايات المعاصرة عن بناء بعض القطع الفنية في غضون أيام، على الرغم من أن هذه الأرقام المنخفضة أدت إلى اقتراحات من قبل المؤرخين بأن هذه الأرقام كانت أقل من الواقع، أو أنها تشير إلى بناء تصميم أصغر من ذلك الذي شوهد لاحقًا على المواقع المعنية. مع الأخذ في الاعتبار تقديرات القوى العاملة المتاحة المحتملة خلال هذه الفترة، يقدر المؤرخون أن القطع الكبيرة قد تستغرق ما بين أربعة وتسعة أشهر للبناء. يتناقض هذا بشكل إيجابي مع المدافن الحجرية في تلك الفترة، والتي استغرق بناؤها عادةً ما يصل إلى عشر سنوات. كان مطلوبًا القليل جدًا من العمالة الماهرة لبناء قلاع موتي وبيلي، مما جعلها مقترحات جذابة للغاية إذا كان العمل القسري للفلاحين متاحًا، كما كان الحال بعد الغزو النورماندي لإنجلترا. حيث كان يتعين دفع رواتب القوى العاملة المحلية - كما هو الحال في الحيوانات المستنسخة في أيرلندا، التي تم بناؤها عام 1211 باستخدام العمالة المستوردة - سترتفع التكاليف بسرعة، في هذه الحالة تصل إلى 20 جنيهًا إسترلينيًا.

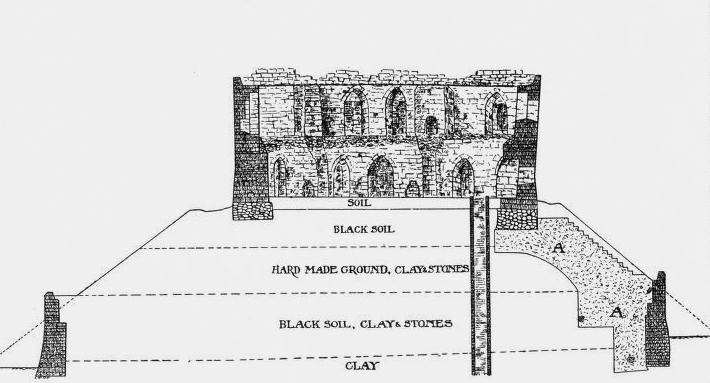
مقطع عرضي يُظهر الطبقات داخل موتي في برج كليفورد في يورك: "A" يمثل الركائز الخرسانية للقرن العشرين من موتي، الجدران المنخفضة التي تحيط بقاعدة موتي هي إضافة القرن التاسع عشر.

سيحدث نوع التربة اختلافًا في تصميم موتي، حيث يمكن للتربة الطينية أن تدعم موتي الأكثر انحدارًا، في حين أن التربة الرملية تعني أن موتي ستحتاج إلى انحدار لطيف. حيثما أمكن، سيتم استخدام طبقات من أنواع مختلفة من الأرض، مثل الطين والحصى والطباشير، بدلاً من ذلك لبناء قوة للتصميم. يمكن أيضًا إضافة طبقات من العشب لتثبيت الموتى أثناء بنائه، أو وضع لب من الحجارة كقلب الهيكل لتوفير القوة. تم تطبيق قضايا مماثلة على الخنادق الدفاعية، حيث وجد المصممون أنه كلما تم حفر الخندق على نطاق أوسع، يمكن أن تكون جوانب المنحدر أعمق وأكثر انحدارًا، مما يجعلها أكثر دفاعية. على الرغم من أن الموتى كان عسكريًا، كما يصفه نورمان باوندز، «غير قابل للتدمير تقريبًا»، إلا أنه يتطلب صيانة متكررة. كان غسل التربة مشكلة، خاصة مع التلال الأكثر انحدارًا، ويمكن أن تكون الماشية مغطاة بالخشب أو الألواح الحجرية لحمايتها. بمرور الوقت، عانت بعض مناطق الموت من الهبوط أو التلف الناتج عن الفيضانات، مما يتطلب إصلاحات وتثبيتًا.
على الرغم من أن قلاع موتي وبيلي هي أشهر تصميم للقلعة، إلا أنها لم تكن دائمًا الأكثر عددًا في أي منطقة معينة. كان البديل الشائع هو القلعة الحلقية، التي تتضمن سورًا يتم بناؤه فوق سور أرضي مرتفع، محمي بواسطة خندق. كان اختيار موتي وبيلي أو الحلقات مدفوعًا جزئيًا بالتضاريس، حيث تم بناء موتي عادةً على أرض منخفضة، وعلى الطين الأعمق والتربة الغرينية. قد يكون العامل الآخر هو السرعة، حيث كانت الأعمال الحلقية أسرع في البناء من موتي. تم تحويل بعض القلاع الحلقية فيما بعد إلى تصميمات موتي وبيلي، عن طريق ملء وسط الحلقات لإنتاج موتي مسطح القمة. أسباب اتخاذ هذا القرار غير واضحة، ربما شعرت قلاع موتي وبيلي بأنها أكثر شهرة أو أسهل في الدفاع عنها، نظرية أخرى هي أنه مثل تربين في هولندا، أو فاربورغ وهاوبتبورغ في راينلاند السفلى، تم رفع ارتفاع القلعة لإنشاء موقع أكثر جفافاً.

## التاريخ

### ظهور التصميم

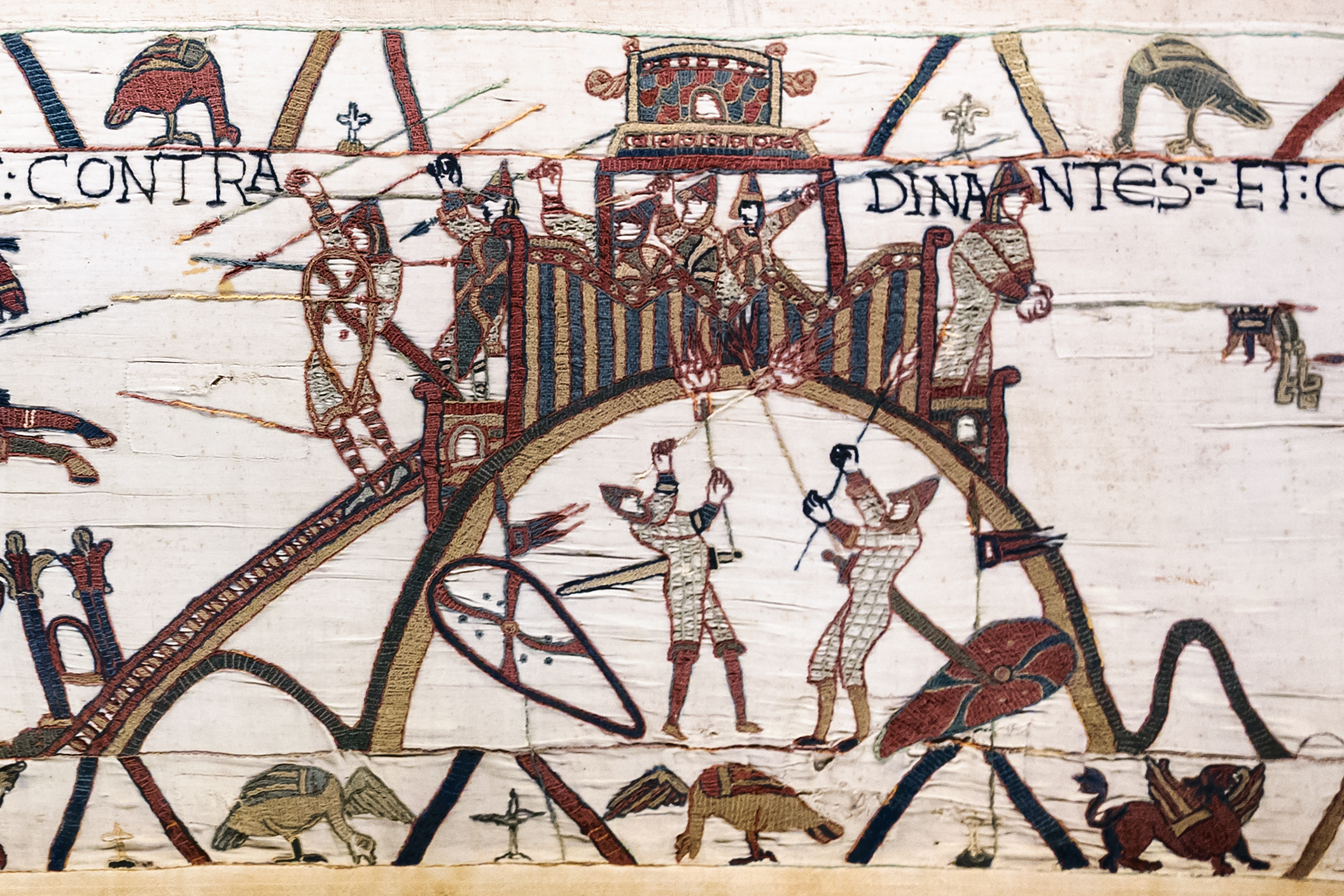
مشهد من نسيج بايو يصور هجومًا على قلعة دينان في بروتاني، يظهر مع حاجز خشبي يعلو موتي.

تعد قلعة موتي وبيلي ظاهرة خاصة في شمال أوروبا، وأكثرها انتشارًا في نورماندي وبريطانيا، ولكنها تُرى أيضًا في الدنمارك وألمانيا وجنوب إيطاليا وفي بعض الأحيان خارجها. ظهرت القلاع الأوروبية لأول مرة في القرنين التاسع والعاشر، بعد سقوط الإمبراطورية الكارولنجية، مما أدى إلى تقسيم أراضيها بين أمراء فرديين وأصبحت الأراضي المحلية مهددة من قبل المجريين والإسكندنافيين. في ضوء هذه الخلفية، تم تقديم تفسيرات مختلفة لشرح أصول وانتشار تصميم موتي وبيلي عبر شمال أوروبا، غالبًا ما يكون هناك توتر بين المجتمع الأكاديمي بين التفسيرات التي تؤكد على الأسباب العسكرية والاجتماعية لظهور هذا التصميم. أحد الاقتراحات هو أن هذه القلاع تم بناؤها بشكل خاص من أجل الحماية من الهجوم الخارجي - يُقال إن أنجيفينس بدأوا في بنائها للحماية من غارات الفايكنج، وانتشر التصميم للتعامل مع الهجمات على طول الحدود السلافية والمجرية. حجة أخرى هي أنه نظرًا للروابط بين هذا النمط من القلعة والنورمان، الذين كانوا من أصل الفايكنج، فقد كان في الواقع تصميمًا من الفايكنج، تم نقله إلى نورماندي وأنجو. كانت قلعة موتي وبيلي فعالة بالتأكيد ضد الهجوم، على الرغم من أن المؤرخ أندريه ديبورد يشير إلى أن السجل التاريخي والأثري للعملية العسكرية لقلاع موتي وبيلي لا يزال محدودًا نسبيًا.
يركز نهج بديل على الروابط بين هذا الشكل من أشكال القلعة وما يمكن تسميته بالنمط الإقطاعي للمجتمع. عادة ما كان انتشار قلاع الموتى والبيلي مرتبطًا ارتباطًا وثيقًا بإنشاء الإقطاعيات المحلية وملاك الأراضي الإقطاعيين، ونادرًا ما شيدت المناطق التي لا توجد بها طريقة الحكم هذه هذه القلاع. تشير نظرية أخرى إلى أن التصميم نشأ نتيجة لضغوط الفضاء على الأعمال الحلقية وأن أقدم موتي وبيلي كانت أعمالًا حلقية محولة. أخيرًا، قد يكون هناك ارتباط بين الجغرافيا المحلية وبناء قلاع موتي وبيلي، التي تُبنى عادةً في مناطق منخفضة، وفي كثير من الحالات تخضع لفيضانات منتظمة. بغض النظر عن الأسباب الكامنة وراء الشعبية الأولية لتصميم موتي وبيلي، ومع ذلك ، هناك اتفاق واسع النطاق على أن القلاع تم تبنيها لأول مرة على نطاق واسع في منطقة نورماندي وأنجفين في القرنين العاشر والحادي عشر.

### التطور الأولي، القرنان العاشر والحادي عشر

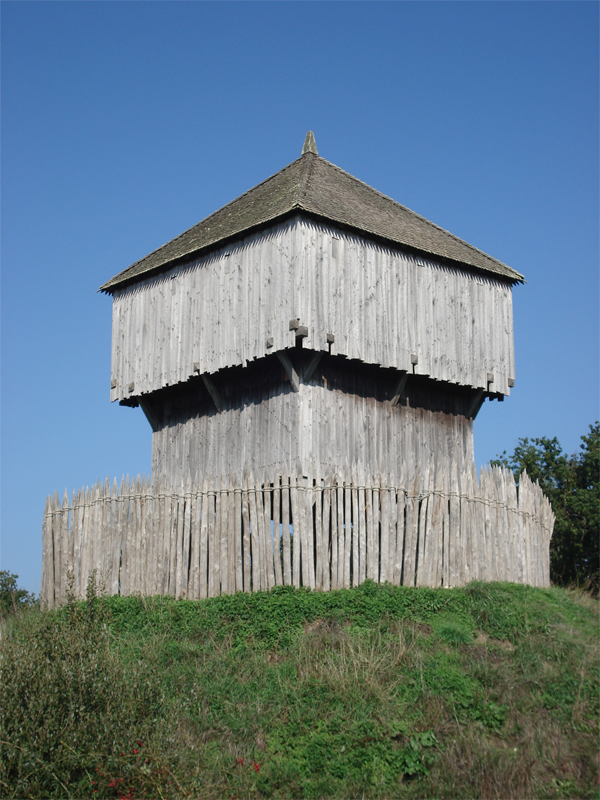
حافظ على إعادة بنائها في سان سيلفان دانجو، فرنسا

أقدم دليل وثائقي بحت على قلاع موتي وبيلي في نورماندي وأنجيه يأتي من ما بين 1020 و1040، لكن مزيجًا من الأدلة الوثائقية والأثرية يدفع تاريخ أول قلعة موتي وبيلي، في فينسي، إلى 979. تم بناء القلاع من قبل أمراء أنجو الأكثر قوة في أواخر القرنين العاشر والحادي عشر، ولا سيما فولك الثالث وابنه جيفري الثاني، الذين بنوا عددًا كبيرًا منها بين عامي 987 و1060. كانت العديد من هذه القلاع المبكرة تبدو بدائية وريفية تمامًا وفقًا للمعايير اللاحقة، مما يزعج قوة ومكانة بنائها. يُعتقد أن ويليام الفاتح، بصفته دوق نورماندي، قد تبنى تصميم موتي وبيلي من أنجو المجاورة. استمر دوق ويليام في حظر بناء القلاع دون موافقته من خلال الجمارك والعدالة، مع تعريفه القانوني للقلاع الذي يركز على ميزات موتي وبيلي الكلاسيكية المتمثلة في التخلي عن الأعمال المصرفية والحفر.
بحلول القرن الحادي عشر، تم بناء القلاع في جميع أنحاء الإمبراطورية الرومانية المقدسة، والتي امتدت بعد ذلك إلى وسط أوروبا. يتخذون الآن شكل حاوية على قمة تل، أو على الأرض السفلية، برج طويل قائم بذاته (جيرمان بيرجفريد). كانت أكبر القلاع تحتوي على ملاعب داخلية وخارجية محددة جيدًا، ولكن لا توجد بها قواطع. بدأ تصميم موتي وبيلي في الانتشار في الألزاس وجبال الألب الشمالية من فرنسا خلال النصف الأول من القرن الحادي عشر، وانتشر أكثر في بوهيميا والنمسا في السنوات اللاحقة. ارتبط هذا الشكل من القلعة ارتباطًا وثيقًا باستعمار المناطق المزروعة حديثًا داخل الإمبراطورية، حيث منح الإمبراطور اللوردات الجدد الأراضي وقاموا ببناء القلاع بالقرب من البلدة المحلية. عزز بناء قلعة موتي وبيلي بشكل كبير من مكانة النبلاء المحليين، وقد اقترح أن اعتمادهم المبكر كان لأنهم كانوا وسيلة أرخص لتقليد القلاع عالية الارتفاع الأكثر شهرة والتي تم بناؤها على أرض مرتفعة، ولكن هذا عادة ما يعتبر غير محتمل. في كثير من الحالات، تم تحويل البيرجفرايد إلى تصاميم موتي وبيلي عن طريق دفن أبراج القلعة الموجودة داخل التلال.

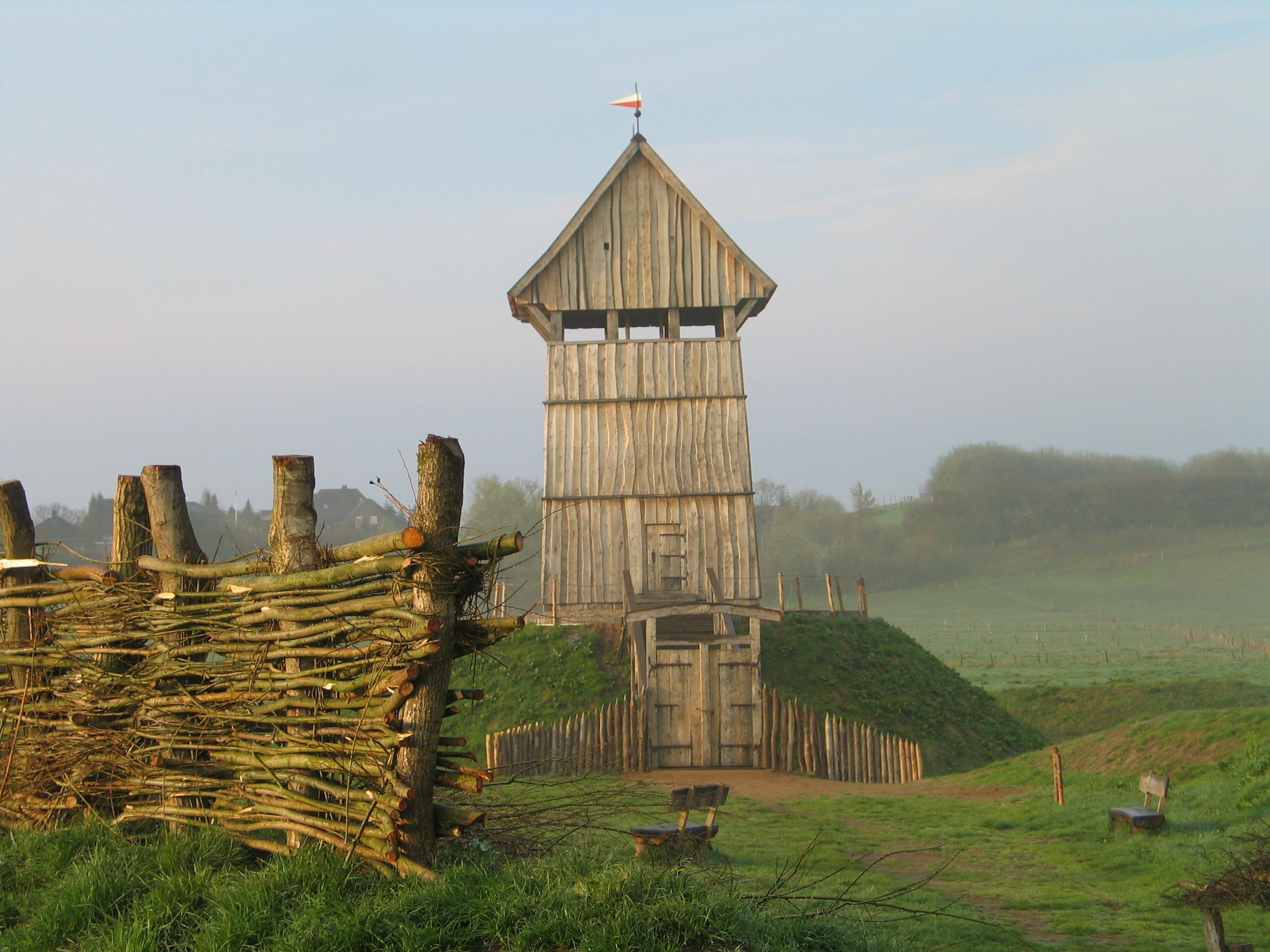
أعيد بناؤها في لوتخينبرج، ألمانيا

في إنجلترا، غزا ويليام نورماندي في عام 1066، مما أدى إلى ثلاث مراحل من بناء القلعة في إنجلترا، حوالي 80 % منها كانت في نمط موتي وبيلي. كان أولها إنشاء الملك الجديد للقلاع الملكية في مواقع إستراتيجية رئيسية، بما في ذلك العديد من المدن. يمكن لهذه القلاع الحضرية الاستفادة من جدران المدينة القائمة والتحصين، ولكنها تتطلب عادة هدم المنازل المحلية لإفساح المجال لها. قد يتسبب ذلك في أضرار جسيمة: تشير السجلات إلى تدمير 166 منزلاً في لينكولن، 113 في نورتش و27 في كامبريدج. قاد الموجتان الثانية والثالثة لبناء القلعة في أواخر القرن الحادي عشر كبار الشخصيات ثم الفرسان الصغار في ممتلكاتهم الجديدة. يمكن رؤية بعض الأنماط الإقليمية في بناء القلعة - تم بناء عدد قليل نسبيًا من القلاع في شرق أنجليا مقارنة بغرب إنجلترا أو مسيرة، على سبيل المثال، ربما كان هذا بسبب الطبيعة المستقرة والمزدهرة نسبيًا لشرق إنجلترا وعكس نقص العمالة غير المجانية لبناء موتي. في ويلز، صُنعت الموجة الأولى من القلاع النورماندية مرة أخرى في الغالب من الخشب في مزيج من تصاميم موتي وبيلي والحلقات. نشر الغزاة النورمانديون الوديان، مستخدمين هذا الشكل من القلعة لاحتلال أراضيهم الجديدة. بعد الفتح النورماندي لإنجلترا وويلز، تسارعت عملية بناء قلاع موتي وبيلي في نورماندي أيضًا، مما أدى إلى وجود رقعة واسعة من هذه القلاع عبر أراضي نورمان، حوالي 741 قلاعًا وبيلي في إنجلترا وويلز وحدهما.

### مزيد من التوسع، القرنان الثاني عشر والثالث عشر
بعد أن أصبحت قلاع موتي وبيلي راسخة في نورماندي وألمانيا وبريطانيا، بدأ تبنيها في أماكن أخرى، خاصة في شمال أوروبا، خلال القرنين الثاني عشر والثالث عشر. شجع الصراع عبر البلدان المنخفضة بناء القلعة في عدد من المناطق من أواخر القرن الثاني عشر إلى القرن الرابع عشر. في فلاندرز، بدأت أول قلاع موتي وبيلي في وقت مبكر نسبيًا في نهاية القرن الحادي عشر. اتبعت قلاع موتي وبيلي الريفية التصميم التقليدي، لكن القلاع الحضرية غالبًا ما تفتقر إلى الأقواس التقليدية، باستخدام أجزاء من المدينة لأداء هذا الدور بدلاً من ذلك. كانت قلاع موتي وبيلي في فلاندرز عديدة بشكل خاص في الجنوب على طول نهر الراين السفلي، وهي حدود متنازع عليها بشدة. على طول الساحل في فريزلاند، لم يشجع المجتمع اللامركزي نسبيًا والمساواة في البداية بناء قلاع موتي وبيلي، على الرغم من أن تربين، رفع «تلال المساكن» التي تفتقر إلى الأبراج وعادة ما كانت أقل ارتفاعًا من موتي النموذجية، تم إنشاؤها بدلاً من ذلك. بحلول نهاية فترة القرون الوسطى، أفسح التربين الطريق لأبراج دفاعية غير سكنية، غالبًا على تلال شبيهة بالموتي، يملكها النبلاء وملاك الأراضي الذين يتمتعون بنفوذ متزايد. في زيلاند، كان اللوردات المحليون يتمتعون بدرجة عالية من الاستقلال خلال القرنين الثاني عشر والثالث عشر، بسبب الصراع الأوسع على السلطة بين فلاندرز وفريزلاند المجاورتين. قام اللوردات في زيلاند أيضًا ببناء تلال تربين، لكن هذه تفسح المجال لإنشاءات أكبر حجماً - بشكل فعال - التي سميت فيما بعد ببيرجن. أحيانًا يُطلق على كل من تربين وتجنيد اسم فيليدبرج أو «قلاع الملجأ». خلال القرنين الثاني عشر والثالث عشر، تم تحويل عدد من تلال تربين إلى رذاذ ياردات، وتم بناء بعض موتي الجديدة من الصفر. يُعتقد أن حوالي 323 من القلاع المعروفة أو المحتملة من هذا التصميم قد تم بناؤها داخل حدود هولندا الحديثة.

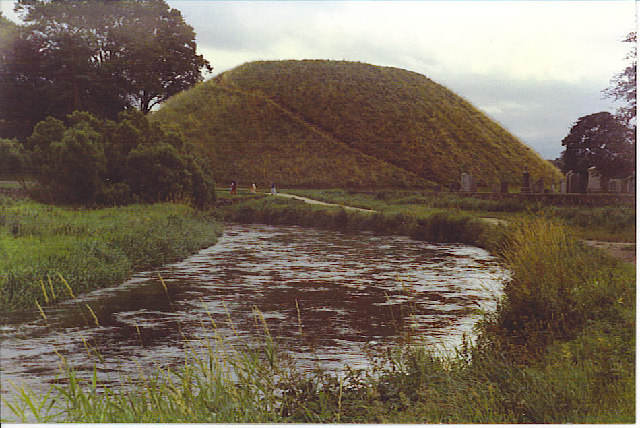
باس إنفيروري في أبردينشايرفي اسكتلندا، قلعة موتي وبيلي كبيرة في منتصف القرن الثاني عشر

في الدنمارك المجاورة، ظهرت قلاع موتي وبيلي في وقت لاحق إلى حد ما في القرنين الثاني عشر والثالث عشر وبأعداد محدودة أكثر من أي مكان آخر، بسبب المجتمع الإقطاعي الأقل. باستثناء حفنة من القلاع في النرويج، التي بنيت في النصف الأول من القرن الحادي عشر، بما في ذلك المقر الملكي في أوسلو، لم يلعب التصميم دورًا شمالًا في الدول الإسكندنافية.
تباطأ توسع النورمان في ويلز في القرن الثاني عشر لكنه ظل يمثل تهديدًا مستمرًا للحكام الأصليين المتبقين. رداً على ذلك \، بدأ الأمراء والأباطرة الويلزيون في بناء قلاعهم الخاصة، والتي غالباً ما تكون بتصميمات موتي وبيلي، عادةً في الخشب. هناك مؤشرات على أن هذا ربما بدأ من عام 1111 فصاعدًا في عهد الأمير كادوغان أب بليدين، مع وجود أول دليل وثائقي على قلعة ويلزية الأصلية في كيمر في عام 1116. كانت هذه القلاع الخشبية، بما في ذلك خذ ورودود وتومين وفيردر وغاير بينرهوس، ذات جودة مماثلة للتحصينات النورماندية المكافئة في المنطقة، وقد يكون من الصعب تمييز بناة بعض المواقع عن الأدلة الأثرية وحدها.

ظهرت قلاع موتي وبيلي في اسكتلندا نتيجة لمركزية السلطة الملكية في القرن الثاني عشر. شجع ديفيد الأول النبلاء النورمانديين والفرنسيين على الاستقرار في اسكتلندا، وأدخل نمطًا إقطاعيًا لملكية الأراضي واستخدام القلاع كوسيلة للسيطرة على الأراضي المنخفضة المتنازع عليها. كان نظام الحكم شبه المستقل لغالوي، الذي قاوم حكم داود وأسلافه، نقطة تركيز خاصة لهذا الاستعمار. تباينت أحجام هذه القلاع الاسكتلندية، بشكل أساسي من هياكل موتي وبيلي الخشبية، بشكل كبير، من تصميمات أكبر مثل باس إنفيريري إلى قلاع أصغر مثل بالماكليلان.

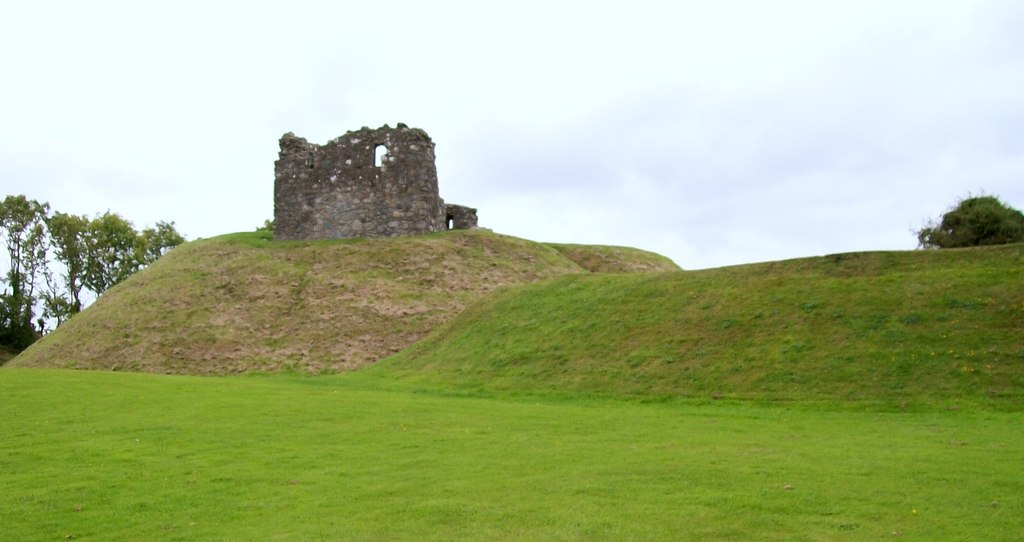
الموتى (يسار) وبيلي (يمين) من قلعة كلوف في مقاطعة داون في أيرلندا الشمالية

تم إدخال قلاع موتي وبيلي إلى أيرلندا بعد الغزو النورماندي لأيرلندا الذي بدأ بين عامي 1166 و1171 تحت حكم ريتشارد دي كلير الأول ثم هنري الثاني ملك إنجلترا، مع احتلال جنوب وشرق أيرلندا من قبل عدد من البارونات الأنجلو نورمان. اعتمد النجاح النورماندي السريع على المزايا الاقتصادية والعسكرية الرئيسية. مكنهم سلاح الفرسان من تحقيق النجاحات النورماندية في المعارك، ومكنتهم القلاع من السيطرة على الأراضي المحتلة حديثًا. قام اللوردات الجدد ببناء القلاع بسرعة لحماية ممتلكاتهم، كانت معظم هذه الإنشاءات من طراز موتي وبيلي، ودافع الكثير منها بقوة. على عكس ويلز، لا يبدو أن اللوردات الأيرلنديين الأصليين قد بنوا قلاعهم الخاصة بأي عدد كبير خلال هذه الفترة. يُعتقد أن ما بين 350 و450 قلاعًا من موتي وبيلي لا تزال قائمة حتى اليوم، على الرغم من أن تحديد بقايا أعمال الحفر هذه يمكن أن يكون مثيرًا للجدل.
تم بناء عدد صغير من قلاع موتي وبيلي خارج شمال أوروبا. في أواخر القرن الثاني عشر، غزا النورمانديون جنوب إيطاليا وصقلية. على الرغم من امتلاكهم التكنولوجيا اللازمة لبناء تصميمات أكثر حداثة، إلا أنه في كثير من الحالات تم بناء قلاع خشبية من طراز موتي وبيلي بدلاً من ذلك لأسباب تتعلق بالسرعة. جاء الإيطاليون للإشارة إلى مجموعة من أنواع القلاع المختلفة باسم موتي، ومع ذلك، ربما لم يكن هناك العديد من قلاع موتي وبيلي الأصلية في جنوب إيطاليا كما كان يُعتقد في السابق على أساس الأدلة الوثائقية وحدها. بالإضافة إلى ذلك، هناك أدلة على قيام الصليبيين النورمانديين ببناء موتي وبيلي باستخدام الرمل والخشب في مصر في عام 1221 خلال الحملة الصليبية الخامسة.

### التحول والانحدار، القرنين الثالث عشر والرابع عشر

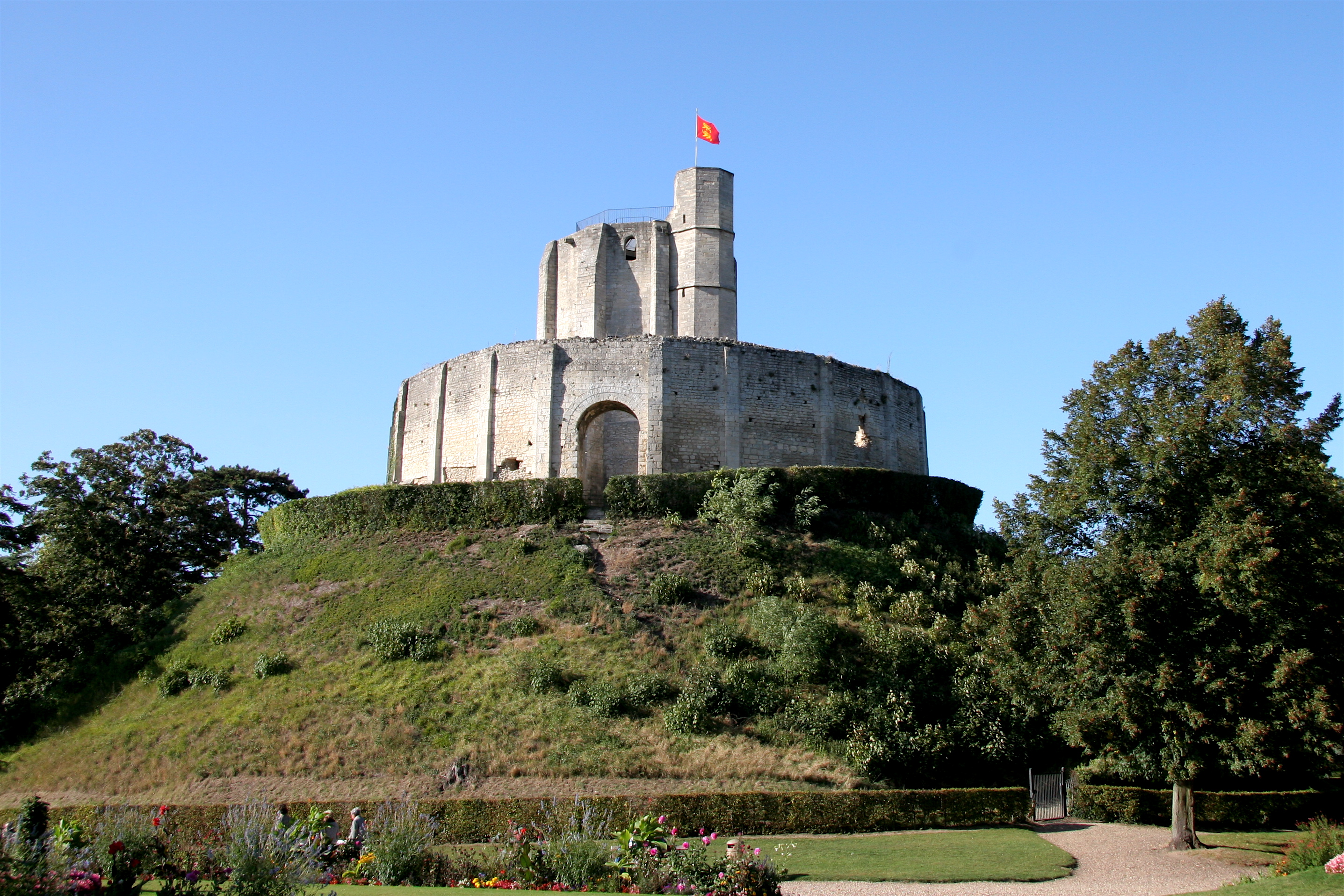
تبقي القشرة الحجرية وقميصها على قمة الموتى في جيزور بفرنسا

أصبحت قلاع موتي وبيلي تصميمًا أقل شعبية في منتصف فترة العصور الوسطى. في فرنسا، لم يتم بناؤها بعد بداية القرن الثاني عشر، وتوقف بناء موتي في معظم أنحاء إنجلترا بعد حوالي 1170، على الرغم من استمرار تشييدها في ويلز وعلى طول مسيرات. تم احتلال العديد من قلاع موتي وبيلي لفترة وجيزة نسبيًا، في إنجلترا، تم التخلي عن العديد منها أو تركها في حالة سيئة بحلول القرن الثاني عشر. في البلدان المنخفضة وألمانيا، حدث انتقال مماثل في القرنين الثالث عشر والرابع عشر.
كان أحد العوامل هو إدخال الحجر في بناء القلعة. ظهرت أقدم القلاع الحجرية في القرن العاشر، مع استمرار بناء الحجر على شجيرات على طول حدود كاتالونيا والعديد منها، بما في ذلك قلعة لانجيا، في أنجيه. على الرغم من أن الخشب كان مادة دفاعية أقوى مما كان يُعتقد سابقًا، إلا أن الحجر أصبح شائعًا بشكل متزايد لأسباب عسكرية ورمزية. تم تحويل بعض قلاع موتي وبيلي الحالية إلى حجر، وعادة ما تكون الحراسة هي الأجزاء الأولى التي سيتم ترقيتها. تم بناء صدفات الصدف على العديد من القواطع، وهي قذائف حجرية دائرية تدور حول الجزء العلوي من موتي، محميًا أحيانًا بقميص إضافي، أو جدار واقي منخفض، حول القاعدة. بحلول القرن الرابع عشر، تم تحويل عدد من قلاع موتي وبيلي إلى حصون حجرية قوية.

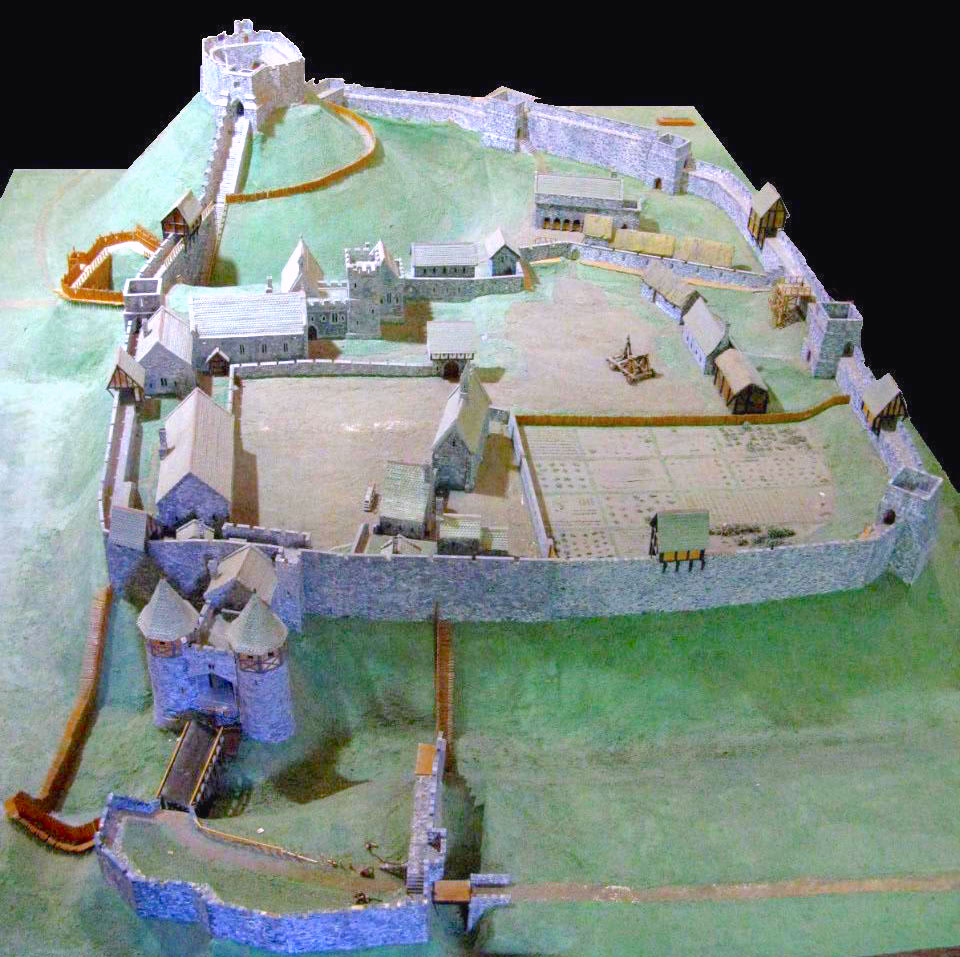
إعادة بناء قلعة كاريزبروك في إنجلترا على جزيرة وايت كما كانت في القرن الرابع عشر، تُظهر المبنى المبني فوق موتي (أعلى اليسار)، وبيلي المسور أدناه

وضعت تصاميم القلعة الأحدث تركيزًا أقل على القلاع. أصبحت ساحة نورمان المبنية بالحجر مشهورة بعد أول بناء من هذا القبيل في لانجيس عام 994. تم بناء العديد منها في إنجلترا وويلز بعد الفتح، بحلول عام 1216 كان هناك حوالي 100 شخص في البلاد. يمكن أن تُقام هذه المخازن الضخمة إما فوق أراضٍ مستقرة وراسخة أو يمكن أن تحتوي على أقفاص مبنية حولها - ما يسمى بالحافظات «المدفونة». كانت قدرة موتي، خاصةً المبنية حديثًا، على دعم الهياكل الحجرية الثقيلة، محدودة، وكان يلزم بناء العديد منها على أرض جديدة. القلاع متحدة المركز، التي تعتمد على عدة خطوط من الأسوار والجدران الدفاعية، لم تستخدم بشكل متزايد من الأبراج أو القلاع على الإطلاق.
في جميع أنحاء أوروبا، انتهى بناء موتي وبيلي. في نهاية القرن الثاني عشر، بدأ الحكام الويلزيون في بناء القلاع بالحجر، وبشكل أساسي في إمارة شمال ويلز وعادة على طول القمم العالية حيث لم يكن من الضروري استخدام القلاع. في فلاندرز، حدث التدهور في القرن الثالث عشر مع تغير المجتمع الإقطاعي. في هولندا، بدأ استخدام الطوب الرخيص في القلاع من القرن الثالث عشر فصاعدًا بدلاً من أعمال الحفر، وتم تسوية العديد من القطع الأرضية للمساعدة في تطوير الحقول المحيطة المنخفضة، هذه «التبديلات» ظاهرة هولندية بشكل خاص. في الدنمارك، أفسحت موتي وبيلي المجال في القرن الرابع عشر لنموذج كاستروم كوريا، حيث تم بناء القلعة باستخدام بيلي محصن وكومة محصنة، أصغر إلى حد ما من موتي النموذجية. بحلول القرن الثاني عشر، بدأ عدد القلاع في ألمانيا الغربية في التقلص، بسبب التغييرات في ملكية الأراضي، وتم التخلي عن العديد من القلاع. في ألمانيا والدنمارك، قدمت قلاع موتي وبيلي أيضًا نموذجًا لما أُطلق عليه اسم «قلعة الماء» لاحقًا، وهي معقل وبناء بيلي محاط بالمياه، وتم بناؤه على نطاق واسع في أواخر العصور الوسطى.

### اليوم
في إنجلترا، تم استخدام أعمال الحفر في موتي وبيلي في استخدامات مختلفة خلال السنوات اللاحقة، في بعض الحالات ، تم تحويل موتي إلى ميزات حديقة في القرن الثامن عشر، أو أعيد استخدامها كدفاعات عسكرية خلال الحرب العالمية الثانية. اليوم، لا تزال أي قلاع من قلاع موتي وبيلي قيد الاستخدام المنتظم في أوروبا، مع أحد الاستثناءات القليلة التي كانت في قلعة وندسور، التي تم تحويلها لتخزين الوثائق الملكية. مثال آخر هو قلعة دورهام في شمال إنجلترا، حيث يستخدم البرج الدائري لسكن الطلاب. لا تزال المناظر الطبيعية في شمال أوروبا مبعثرة بأعمال الحفر، ويشكل العديد منها مناطق جذب سياحي شهيرة.

## فهرس
- Armitage, Ella S. (1912) The Early Norman Castles of the British isles. London: J. Murray. 458514584.
- Besteman, Jan. C. (1984) "Mottes in the Netherland," in Château Gaillard: études de castellologie médiévale. XII. pp. 211–224.
- Bradbury, Jim. (2009) Stephen and Matilda: the Civil War of 1139-53. Stroud, UK: The History Press. (ردمك 978-0-7509-3793-1).
- Brown, R. Allen. (1962) English Castles. London: Batsford. 1392314.
- Brown, R. Allen. (1989) Castles From the Air. Cambridge: Cambridge University Press. (ردمك 978-0-521-32932-3).
- Brown, R. Allen. (2004) Allen Brown's English Castles. Woodbridge, UK: Boydell Press. (ردمك 978-1-84383-069-6).
- Butler, Lawrence. (1997) Clifford's Tower and the Castles of York. London: English Heritage. (ردمك 1-85074-673-7).
- Carpenter, David. (2004) Struggle for Mastery: The Penguin History of Britain 1066–1284. London: Penguin. (ردمك 978-0-14-014824-4).
- Châtelain, André. (1983) Châteaux Forts et Féodalité en Ile de France, du XIème au XIIIème siècle. Nonette: Créer. (ردمك 978-2-902894-16-1). باللغة الفرنسية
- Colardelle, Michel and Chantal Mazard. (1982) "Les mottes castrales et l'évolution des pouvoirs dans le Alpes du Nord. Aux origines de la seigneurie," in Château Gaillard: études de castellologie médiévale. XI, pp69–89. باللغة الفرنسية
- Cooper, Thomas Parsons. (1911) The History of the Castle of York, from its Foundation to the Current Day with an Account of the Building of Clifford's Tower. London: Elliot Stock. 4246355.
- Creighton, Oliver Hamilton. (2005) Castles and Landscapes: Power, Community and Fortification in Medieval England. London: Equinox. (ردمك 978-1-904768-67-8).
- Creighton, Oliver Hamilton and Robert Higham. (2003) Medieval Castles. Princes Risborough, UK: Shire Publications. (ردمك 978-0-7478-0546-5).
- Debord, André. (1982) "A propos de l'utilisation des mottes castrales," in Château Gaillard: études de castellologie médiévale. XI, pp91–99. باللغة الفرنسية
- DeVries, Kelly. (2003) Medieval Military Technology. Toronto, Canada: University of Toronto Press. (ردمك 978-0-921149-74-3).
- Ekroll, Oystein. (1996) "Norwegian medieval castles: building on the edge of Europe," in Château Gaillard: études de castellologie médiévale. XVIII, pp65–73.
- Héricher, Anne-Marie Flambard. (2002) "Fortifications de terre et résidences en Normandie," in Château Gaillard: études de castellologie médiévale. XX pp87–100. باللغة الفرنسية
- Hulme، Richard (2008)، Towers - R Hulme.pdf "Twelfth Century Great Towers - The Case for the Defence" (PDF)، The Castle Studies Group Journal، ج. 21، ص. 209–229، مؤرشف من الأصل (PDF) في 2021-01-27 {{استشهاد}}: تحقق من قيمة |مسار أرشيف= (مساعدة)
- Jansen, Walter. (1981) "The international background of castle building in Central Europe," in Skyum-Nielsen and Lund (eds) (1981).
- Kaufmann, J. E. and H. W. Kaufmann. (2004) The Medieval Fortress: castles, forts and walled cities of the Middle Ages. Cambridge, US: Da Capo. (ردمك 978-0-306-81358-0).
- Kenyon, John R. (2005) Medieval Fortifications. London: Continuum. (ردمك 978-0-8264-7886-3).
- King, D. J. Cathcart. (1972) "The field archaeology of mottes in England and Wales: eine kurze übersichte," in Château Gaillard: études de castellologie médiévale. V, pp. 107–111
- King, D. J. Cathcart. (1991) The Castle in England and Wales: An Interpretative History. London: Routledge. (ردمك 0-415-00350-4).
- Lepage, Jean-Denis. (2002) Castles and Fortified Cities of Medieval Europe: an illustrated history. Jefferson, US: McFarland. (ردمك 978-0-7864-1092-7).
- Liddiard, Robert. (ed) (2003a) Anglo-Norman Castles. Woodbridge, UK: Boydell Press. (ردمك 978-0-85115-904-1).
- Liddiard, Robert. (2005) Castles in Context: Power, Symbolism and Landscape, 1066 to 1500. Macclesfield, UK: Windgather Press. (ردمك 0-9545575-2-2).
- Lowry, Bernard. Discovering Fortifications: From the Tudors to the Cold War. Risborough, UK: Shire Publications. (ردمك 978-0-7478-0651-6).
- McNeill, Tom. (2000) Castles in Ireland: Feudal Power in a Gaelic World. London: Routledge. (ردمك 978-0-415-22853-4).
- De Meulemeester, Johnny. (1982) "Mottes Castrales du Comté de Flandres: État de la question d'apr les fouilles récent," Château Gaillard: études de castellologie médiévale. XI, pp101–115. باللغة الفرنسية
- Nicolle, David. (1984) The Age of Charlemagne. Oxford: Osprey. (ردمك 978-0-85045-042-2).
- Nicholson, Helen J. (2004) Medieval Warfare: theory and practice of war in Europe, 300-1500. Basingstoke, UK: Palgrave Macmillan. (ردمك 978-0-333-76330-8).
- O'Conor, Kieran. (2002) "Motte Castles in Ireland, Permanent fortresses, Residences and Manorial Centres," in Château Gaillard: études de castellologie médiévale. XX, pp173–182. باللغة الفرنسية
- Pettifer, Adrian. (2000) Welsh Castles: a Guide by Counties. Woodbridge, UK: Boydell Press. (ردمك 978-0-85115-778-8).
- Pounds, Norman John Greville. (1994) The Medieval Castle in England and Wales: a social and political history. Cambridge: Cambridge University Press. (ردمك 978-0-521-45828-3).
- Pringle, Denys. "A castle in the sand: mottes in the Crusader east," in Château Gaillard: études de castellologie médiévale. XVIII, pp187–190.
- Purton, Peter. (2009) A History of the Early Medieval Siege, c.450-1200. Woodbridge, UK: Boydell Press. (ردمك 978-1-84383-448-9).
- Robinson, John Martin. (2010) Windsor Castle: the Official Illustrated History. London: Royal Collection Publications. (ردمك 978-1-902163-21-5).
- Skyum-Nielsen, Niels and Niels Lund (eds) (1981) Danish Medieval History: New Currents. Københavns, Denmark: Museum Tusculanum Press. (ردمك 978-87-88073-30-0).
- Simpson, Grant G. and Bruce Webster. (2003) "Charter Evidence and the Distribution of Mottes in Scotland," in Liddiard (ed) (2003a).
- Stiesdal, Hans. (1981) "Types of public and private fortifications in Denmark," in Skyum-Nielsen and Lund (eds) (1981).
- Tabraham, Chris J. (2005) Scotland's Castles. London: Batsford. (ردمك 978-0-7134-8943-9).
- Toy, Sidney. (1985) Castles: Their Construction and History. (ردمك 978-0-486-24898-1).
- Van Houts, Elisabeth M. C. (2000) The Normans in Europe. Manchester: Manchester University Press. (ردمك 978-0-7190-4751-0).